# Algeciras (Huila)

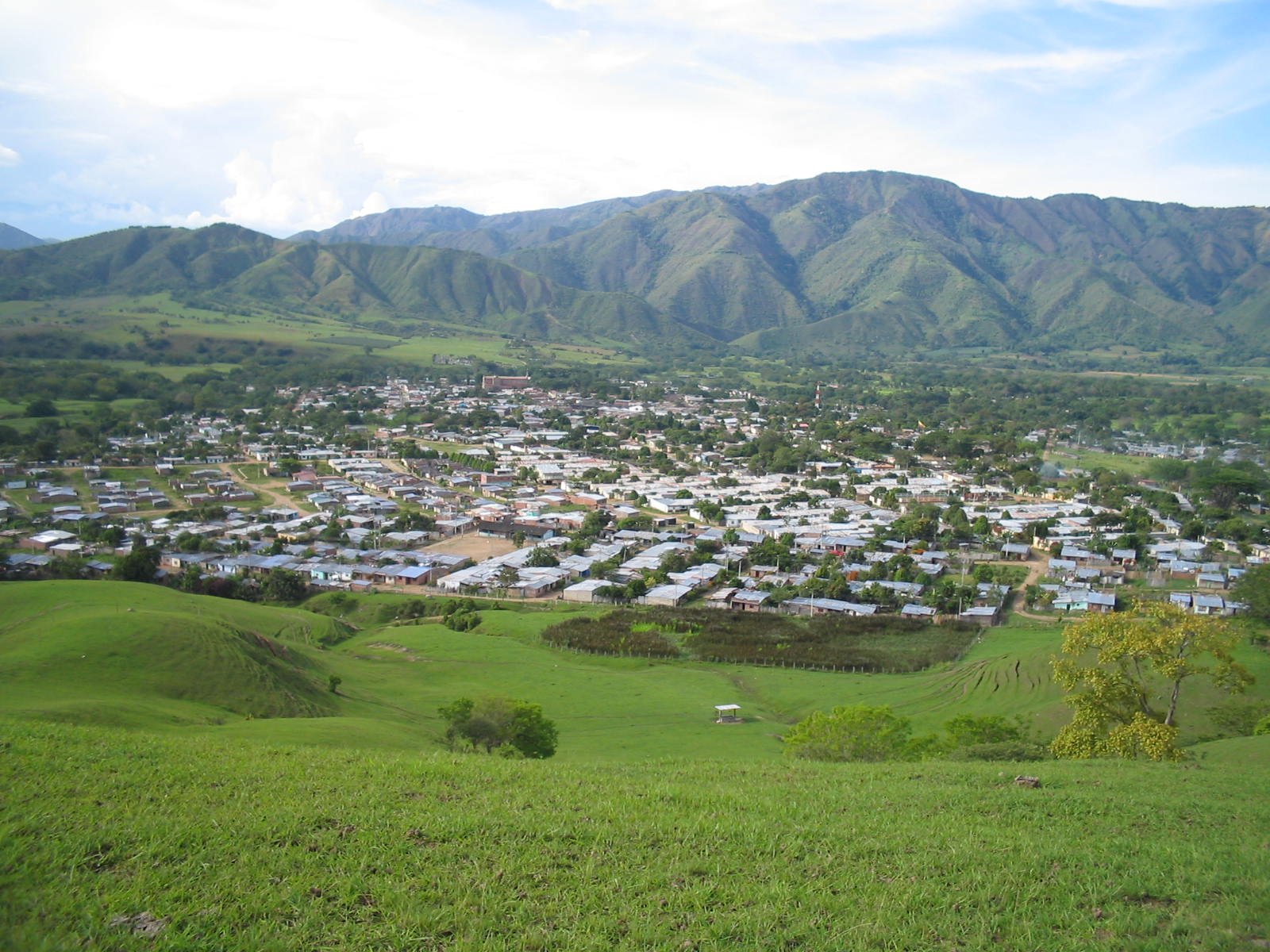
Vista geral de Algeciras, Colômbia

Algeciras é um município da Colômbia, localizado no departamento de Huila.